# Vörå-Maxmo
Vörå-Maxmo (fiń. Vöyri-Maksamaa) – dawna gmina w Finlandii w regionie Ostrobotnia. Powstała w 2007 roku z połączenia gmin Vörå i Maxmo. Istniała do końca 2010 roku, kiedy została połączona z gminą Oravais (fiń. Oravainen) pod nazwą Vörå. Jej powierzchnia wynosiła 1 222,94 km².